# Hempton's Turbot Bank SAC
Hempton's Turbot Bank SAC este o arie protejată (arie specială de conservare — SAC, sit de importanță comunitară — SCI) din Irlanda întinsă pe o suprafață de 4.492,68 ha, integral marine.

## Localizare
Centrul sitului Hempton's Turbot Bank SAC este situat la coordonatele 55°26′27″N 6°58′15″W / 55.440739°N 6.970855°V.

## Înființare
Situl Hempton's Turbot Bank SAC a fost declarat sit de importanță comunitară în martie 2011 pentru a proteja un număr necunoscut de specii din flora spontană și fauna sălbatică aflate în arealul zonei. Situl a fost protejat și ca arie specială de conservare, în februarie 2016.

## Biodiversitate
Situată în ecoregiunea atlantică, aria protejată conține 1 habitat natural: Bancuri de nisip acoperite în permanență slab de apă marină.
La baza desemnării sitului se află un număr nedeclarat de specii protejate.